# Urluiu
Urluiu è un comune della Romania di 1 223 abitanti, ubicato nel distretto di Teleorman, nella regione storica della Muntenia. 
Urluiu è divenuto comune autonomo nel 2004, staccandosi dal comune di Bogdana.